# James Moore (comandante)
James Moore (1737 - 15 de abril de 1777) fue un comandante militar Patriota en Carolina del Norte durante la Guerra Revolucionaria Americana.
Después de liderar sus milicianos a la victoria en la Batalla de Moore's Creek Bridge (27 de febrero de 1776), fue promovido a general de brigada en el Ejército Continental. Posteriormente, fue designado comandante del Departamento del Sur. Su muerte por repentina enfermedad dejó a los americanos privados de uno de sus más prometedores oficiales de campo.